# پرپل هارت
پرپل هارت (به انگلیسی: Purple Heart)، مدال شجاعت ایالات متحده آمریکا است که به نام رئیس‌جمهور، به مجروحین و کشته شدگان جنگ اعطا می‌شود. پرپل هارت که به واسطه شکل و رنگ آن به این نام (قلب ارغوانی) خوانده می‌شود، یکی از قدیمیترین مدال‌های نظامی در ایالات متحده است که از زمان جورج واشینگتن تاکنون همچنان مورد استفاده قرار می‌گیرد.

## از مشهورترین دریافت کنندگان
- جان اف. کندی؛ سی و پنجمین رئیس‌جمهور ایالات متحده
- جان کری؛ سیاستمدار
- جان مک‌کین؛ سیاستمدار
- کالین پاول؛ سیاستمدار
- الیور استون؛ کارگردان، نویسنده
- لی ماروین؛ بازیگر
- چارلز برانسون؛ بازیگر
- ساموئل فولر؛ کارگردان و فیلم‌نامه‌نویس
- جیمز گارنر؛ بازیگر
- کورت وانگات؛ نویسنده
- جیمز جونز؛ نویسنده